# Grand Island Harbor Rear Range Light
Das Grand Island Harbor Rear Range Light ist ein Leuchtturm abseits der Michigan State Route 28 bei Christmas, Michigan. Es ist auch als Bay Furnace Rear Range Light bekannt. Der Leuchtturm wurde am 26. Juni 1990 in das National Register of Historic Places eingetragen. Er dient nicht mehr als aktives Schifffahrtszeichen.

## Geschichte
Die beiden Grand Island Range Lights wurden 1868 erstmals in Betrieb genommen. Der ursprüngliche Leuchtturm der vorderen Reihe war eine hölzerne Pyramide, auf der eine Fresnel-Linse der sechsten Kategorie montiert war. Der ursprüngliche Leuchtturm der hinteren Reihe befand sich rund 150 m hinter dem vorderen Leuchtfeuer und hatte eine vergleichbare Fresnel-Linse in einem hölzernen Turm, der sich über auf dem Holzhaus des Leuchtturmwärters erhob.
Um 1914 waren diese ersten Holzrahmenkonstruktionen ziemlich verrottet, sodass beide ersetzt wurden. Das neue Leuchtfeuer am Ufer stand auf einem sieben Meter hohen Stahlmast. Rund 230 m dahinter entstand auch ein neues automatisiertes Seezeichen der hinteren Reihe. Dies erfolgte im Rahmen eines breit angelegten Programms, fast alle Seezeichen an Hafeneinfahrten auf Holzkonstruktionen durch solche aus Stahl zu ersetzen. Dabei handelte es sich um einen 19,5 hohen Turm, dessen obere Hälfte weiß gestrichen war und zuvor Teil eines Leuchtturms an den Vidal Shoals bei Sault Ste. Marie war. Die Fresnel-Linsen wurden 1939 mit 350 mm-Glaslinsen ersetzt, die immer noch Acetylgas verwendeten. Der vordere Leuchtturm wurde 1968 durch eine stählerne Tonnenkonstruktion ersetzt; beide Leuchttürme wurden 1969 außer Betrieb genommen.

## Beschreibung
Das 1914 erbaut Rear Range Light ist ein konischer Stahlturm mit einer Höhe von 19,5 m und einer runde Optik. Der Leuchtturm ist einer der höchsten, die an den Großen Seen aus vernieteten Stahlplatten errichtet wurden. Der Turm steht auf einem Fundament aus Beton, der Zugang erfolgt durch eine Metalltüre am Fuß des Turmes. Eine sich spiralförmig nach oben windenden Treppe führt hinauf zum Licht. Der Turm ist im unteren Bereich schwarz gestrichen, der obere Teil des Turmes ist weiß, bis auf den Raum, in dem sich das Leuchtfeuer befindet. Dieser Teil ist schwarz gestrichen.

## Besichtigung
Der Leuchtturm befindet sich rund sechs Kilometer westlich des Munising Range Light, etwa achthundert Meter östlich von Christmas. Das Innere des Leuchtturms kann nicht besichtigt werden, ein Wanderweg führt jedoch an den Fuß des Turmes.